# 溪边凤尾蕨
溪边凤尾蕨（学名：Pteris excelsa）为凤尾蕨科凤尾蕨属下的一个种。生溪邊疏林下或灌叢中，海拔600-2700米。中國江西、湖北、湖南、福建、廣東、廣西、貴州、雲南、四川、臺灣等地及朝鮮均有分布。

## 扩展阅读
- 維基物種上的相關：溪边凤尾蕨